# آلة حصاد التوت

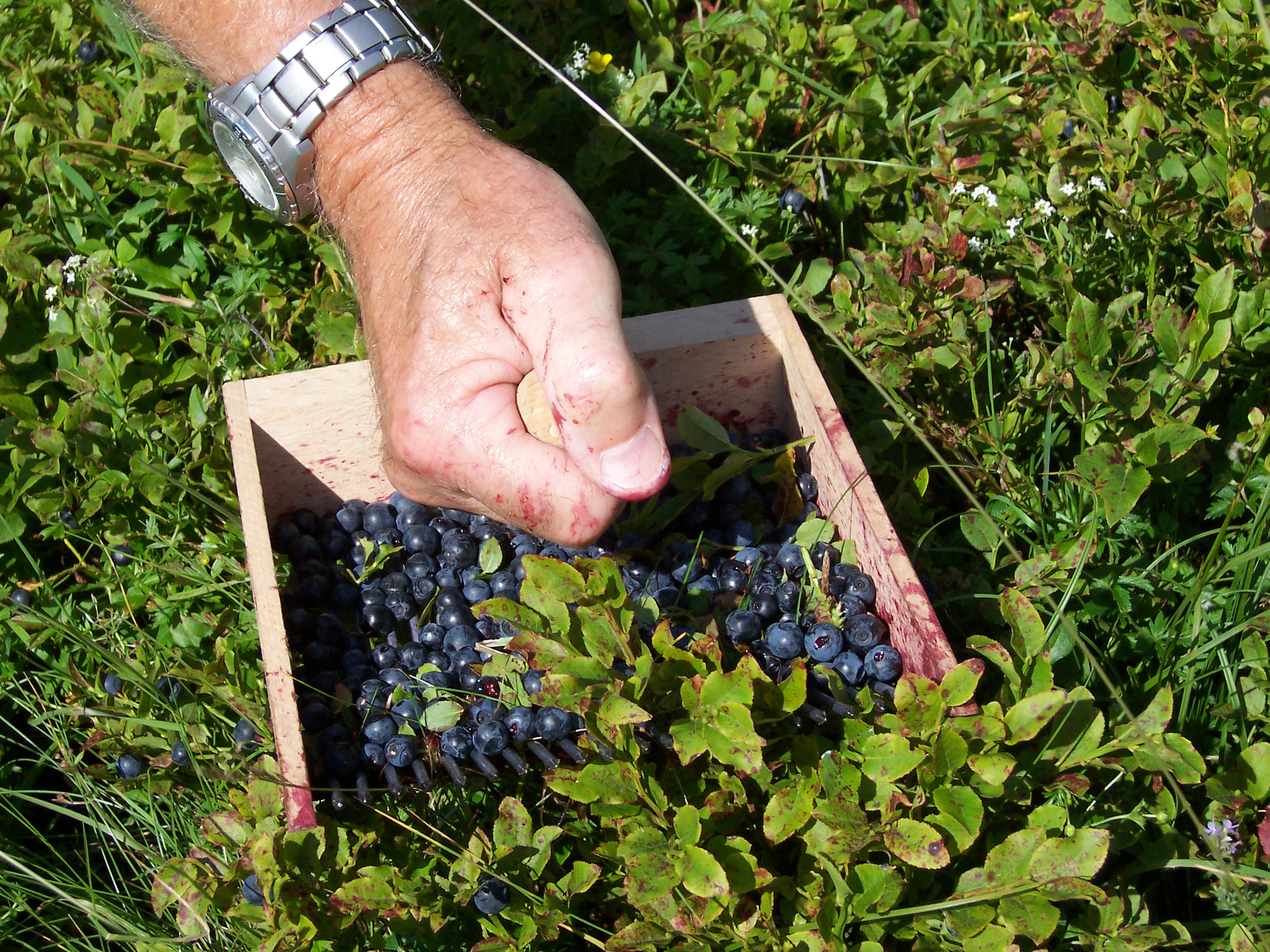
آلة حصاد التوت.

آلة حصاد التوت هي أداة تُستخدم لتسهيل عملية قطف التوت، هذه الآلة ليست محصورة فقط في قطف التوت فكذلك تُستخدم لقطف ثمار أخرى مثل عنب الثور والكشمش، أحياناً إذا أسيء استخدامها قد تضر هذه الأداة الفاكهة بحيث أنها قد تُسبب في فسادها، ويُنصح بتنظيف الفواكه بعد قطافها بسبب تعلق بعض الأوصاخ والميكروبات بها.